# 292 TCN
292 TCN là một năm trong lịch La Mã.